# Echoverleihung 2014
Die 23. Echoverleihung der Deutschen Phono-Akademie fand am 27. März 2014 in der Berliner Messe statt. Die Gala wurde zum zweiten Mal von Helene Fischer moderiert und im Fernsehsender Das Erste ausgestrahlt. Mit 4,21 Millionen Zuschauern (15 % der Fernsehzuschauer an diesem Abend) erreichte die Sendung die höchsten Zahlen seit dem Wechsel der Übertragung zur ARD im Jahr 2009.

## Kontroverse im Vorfeld
Nach Bekanntgabe der Nominierten kündigte die Band Jennifer Rostock an, die Preisverleihung zu boykottieren, da Frei.Wild in der Kategorie „Künstler/Künstlerin/Gruppe/Kollaboration Rock/Alternative national“ nominiert wurden. Im Vorfeld hatte ein neu gegründeter Beirat entschieden, dass die Band nominiert werden darf.
Am 20. März 2014 veröffentlichte die Bildzeitung ein Statement von Frei.Wild, die ihrerseits den Boykott der Preisverleihung erklärten. Als Grund gab die Band an, die Veranstalter seien nicht bereit gewesen, über die Streichung der Nominierung bei der Preisverleihung 2013, die nach Auffassung der Band eine „bodenlose Sauerei“ gewesen sei, zu sprechen. Frei.Wild bezeichneten die Preisverleihung als „so lange heuchlerisch, verlogen und eigentlich dem Untergang geweiht, bis die Verantwortlichen den Mut aufbringen können, [...] zu seinen Fehlern zu stehen, daraus zu lernen und den verursachten Schaden in angemessener Art und Weise wieder gut zu machen“.

## Liveacts
Showacts (in der Reihenfolge ihres Auftretens):
- Helene Fischer: Atemlos durch die Nacht
- Adel Tawil: Weinen
- Shakira: Can’t Remember to Forget You
- Marteria mit Miss Platnum: OMG! / Kids (2 Finger an den Kopf)
- Birdy: Words as Weapons
- Elaiza: Is It Right
- Die Fantastischen Vier (Medley)
  - zum 25-jährigen Bandjubiläum spielten sie Ausschnitte aus 25 ihrer Songs aneinandergereiht in 250 Sekunden[8]
- James Blunt mit Helene Fischer: Heart to Heart
- Peter Maffay: Gelobtes Land
- Kylie Minogue: Into the Blue
- Jan Delay: St. Pauli
- Max Herre und Gregory Porter (Medley)
- Sportfreunde Stiller: Applaus Applaus / Es muss was Wunderbares sein (von mir geliebt zu werden)

## Preisträger und Nominierte

### Rock/Pop

#### Künstler national Rock/Pop
Tim Bendzko – Am seidenen Faden
- Peter Maffay – Wenn das so ist
- Reinhard Mey – Dann mach’s gut
- Xavier Naidoo – Bei meiner Seele
- Adel Tawil – Lieder

Präsentatorin: Lena Meyer-Landrut

#### Künstler international Rock/Pop
Robbie Williams – Swings Both Ways
- James Blunt – Moon Landing
- Joe Cocker – Fire It Up
- Passenger – All the Little Lights
- Justin Timberlake – The 20/20 Experience

#### Künstlerin national Rock/Pop
Ina Müller – 48
- Leslie Clio – Gladys
- Judith Holofernes – Ein leichtes Schwert
- Annett Louisan – Zu viel Information
- Oonagh – Oonagh

Präsentatorin: Anna Loos

#### Künstlerin international Rock/Pop
Birdy – Fire Within
- Agnetha Fältskog – A
- Lorde – Pure Heroine
- Katy Perry – Prism
- Christina Stürmer – Ich hör auf mein Herz

#### Gruppe national Rock/Pop
The BossHoss – Flames of Fame
- Faun – Von den Elben
- Milky Chance – Sadnecessary
- Revolverheld – Immer in Bewegung
- Silly – Kopf an Kopf

Präsentator: Rea Garvey

#### Gruppe international Rock/Pop
Depeche Mode – Delta Machine
- Bastille – Bad Blood
- Bon Jovi – What About Now
- OneRepublic – Native
- Sunrise Avenue – Unholy Ground

### Rock/Alternative

#### Gruppe Rock/Alternative (national)
Sportfreunde Stiller – New York, Rio, Rosenheim
- Frei.Wild – Still
- In Extremo – Kunstraub
- Schandmaul – Unendlich
- Scorpions – MTV Unplugged – in Athens

Präsentatoren: The BossHoss

#### Gruppe Rock/Alternative (international)
Volbeat – Outlaw Gentlemen & Shady Ladies
- Black Sabbath – 13
- Imagine Dragons – Night Visions
- Placebo – Loud Like Love
- 30 Seconds to Mars – Love Lust Faith + Dreams

Präsentatorin: Christina Stürmer

### Schlager/volkstümliche Musik

#### Künstler/Künstlerin/Gruppe deutschsprachiger Schlager
Helene Fischer – Farbenspiel
- Andrea Berg – Atlantis
- Beatrice Egli – Glücksgefühle
- Fantasy – Endstation Sehnsucht
- Semino Rossi – Symphonie des Lebens

Präsentator: Rolando Villazón

#### Künstler/Künstlerin/Gruppe volkstümliche Musik
Santiano – Mit den Gezeiten
- Kastelruther Spatzen – Planet der Lieder
- Die Amigos – Im Herzen jung
- Andreas Gabalier – Home Sweet Home
- voxxclub – Alpin

Präsentator: Milow

### Hip-Hop/Urban

#### Künstler/Künstlerin/Gruppe Hip-Hop/Urban (national)
Max Herre – MTV Unplugged Kahedi Radio Show
- Alligatoah – Triebwerke
- Bushido – Sonny Black
- Casper – Hinterland
- Sido – 30-11-80

Präsentatoren: Smudo und Michi Beck (Die Fantastischen Vier)

#### Künstler/Künstlerin/Gruppe Hip-Hop/Urban  (international)
Eminem – The Marshall Mathers LP 2
- Chakuza – Magnolia
- Jay-Z – Magna Carta…Holy Grail
- Macklemore und Ryan Lewis – The Heist
- RAF 3.0 – Hoch 2

### Hit des Jahres und Album des Jahres

#### Hit des Jahres (national oder international)
Avicii – Wake Me Up
- Daft Punk und Pharrell Williams – Get Lucky
- Macklemore feat. Ryan Lewis und Ray Dalton – Can’t Hold Us
- Passenger – Let Her Go
- Robin Thicke feat. T.I. und Pharrell Williams – Blurred Lines

Präsentator: Mousse T.

#### Album des Jahres (national oder international)
Helene Fischer – Farbenspiel
- Andrea Berg – Atlantis
- Depeche Mode – Delta Machine
- Santiano – Mit den Gezeiten
- Robbie Williams – Swings Both Ways

Präsentatorin: Shakira

### Bestes Video (national)
In einer Online-Abstimmung des Musikstreaming-Dienstes Ampya vom 13. bis 20. März 2014 wurde aus fünf Kandidaten der Sieger ermittelt:
Y-Titty – Halt dein Maul
- Cro – Whatever
- Marteria – Kids (2 Finger an den Kopf)
- Tim Bendzko – Unter die Haut
- Xavier Naidoo – Bei meiner Seele

Präsentator: Friedrich Liechtenstein
In der ersten Abstimmungsrunde vom 3. bis 10. März 2014 standen außerdem noch folgende 15 Lieder zur Wahl:
- Adel Tawil – Lieder
- Alligatoah – Willst du
- Bosse – Schönste Zeit
- Casper – Im Ascheregen
- Etnik – Neon Daze
- Fettes Brot – Echo
- Frida Gold – Liebe ist meine Rebellion
- Jennifer Rostock – Ein Schmerz und eine Kehle
- Left Boy – Get It Right
- Maxim – Meine Soldaten
- Revolverheld – Das kann uns keiner nehmen
- Sido feat. Mark Forster – Einer dieser Steine
- Sportfreunde Stiller – Applaus, Applaus
- Thees Uhlmann – Am 7. März
- Yasha – Strand

### Nachwuchspreis der Deutschen Phonoakademie

#### Newcomer des Jahres (national)
Adel Tawil – Lieder
- Alligatoah – Triebwerke
- Faun – Von den Elben
- Genetikk – D.N.A.
- Milky Chance – Sadnecessary

Präsentator: Max Raabe

#### Newcomer des Jahres (international)
Beatrice Egli – Glücksgefühle
- Macklemore und Ryan Lewis – The Heist
- Passenger – All the Little Lights
- Imagine Dragons – Night Visions
- Lindsey Stirling – Lindsey Stirling

Präsentator: Roger Cicero

### Electronic Dance Music (national oder international)
Avicii – True
- Daft Punk – Random Access Memories
- Klingande – Jubel
- Martin Garrix – Animals
- Faul & Wad Ad vs Pnau – Changes

### Crossover (national oder international)
Lindsey Stirling – Lindsey Stirling
- Gregorian – Masters of Chant – Chapter 9
- Max Raabe – Für Frauen ist das kein Problem
- Schiller – Opus
- Helge Schneider – Sommer, Sonne, Kaktus!

Präsentator: Till Brönner

### Erfolgreichste Musik-DVD-Produktion (national)
Die Ärzte – Live – Die Nacht der Dämonen
- Helene Fischer – Farbenspiel
- Max Herre – MTV Unplugged Kahedi Radio Show
- Udo Lindenberg – Ich mach mein Ding – Die Show
- Scorpions – MTV Unplugged – Live in Athens

### Live-Act national
Die Toten Hosen
Präsentator: Bob Geldof

### Kritikerpreis
DJ Koze – Amygdala
- Casper – Hinterland
- Milky Chance – Sadnecessary
- Moderat – II
- Tocotronic – Wie wir leben wollen

### Produzent/in/-en-Team des Jahres
Erich Ließmann für Helene Fischer (Farbenspiel)
- Dieter Bohlen für Andrea Berg, Beatrice Egli und Semino Rossi
- Elephant Music für Santiano und Faun
- Markus Ganter und Konstantin Gropper für Casper
- Oliver Zülch, Dave Anderson und Sportfreunde Stiller für Sportfreunde Stiller

### Radio-ECHO
Nominiert waren die am häufigsten gespielten nationalen Titel in den deutschen Airplaycharts. Der Radio-ECHO für den erfolgreichsten Titel wurde bis zum 16. März 2014 durch eine Online-Abstimmung auf den Webseiten der jungen Programme und Popwellen der ARD ermittelt:
Christina Stürmer – Millionen Lichter
- Cro – Whatever
- Frida Gold – Liebe ist meine Rebellion
- Revolverheld – Das kann uns keiner nehmen
- Sportfreunde Stiller – Applaus, Applaus

Präsentator: Samu Haber

### Würdigung des Lebenswerkes
Yello
Laudator: Max Moor

### Partner des Jahres
Circus HalliGalli (Moderatoren: Joko und Klaas)
Präsentator: James Blunt

### Handelspartner des Jahres
Michelle Records (Hamburg)

### Würdigung für soziales Engagement
Peter Maffay Stiftung
Präsentator: Tim Bendzko